# Galeb (poduzeće)
Galeb je ime za hrvatsku tvrtku sa središtem u Omišu, koja se bavi proizvodnjom rublja. Tvrtka je osnovana 1951. godine.

## Vanjske poveznice
- Službene stranice Galeba iz Omiša
- dalmatinska trikotaža d. d. Galeb Hrvatska tehnička enciklopedija, portal hrvatske tehničke baštine. LZMK